# Herbert Gartling
Gustav Herbert Gartling, född 23 januari 1915 i Maria Magdalena församling, Stockholm, död 23 oktober 1987 i Katarina församling, Stockholm
,  var en svensk köpman, tecknare och redaktör.
Han var son till Leon Gustavsson och Anna Hansson. Vid sidan av sitt arbete som köpman var Gartling verksam som konstnär och medverkade i utställningar i Stockholm och Göteborg med målningar i olja eller akvarell. Han var under en period redaktör för tidskriften Kulturvärlden.